# Nāḩiyat Khirbat Tīn Nūr
Nāḩiyat Khirbat Tīn Nūr (arabiska: ناحية تارين, ناحية خربة تين نور) är ett subdistrikt i Syrien.   Det ligger i provinsen Homs, i den centrala delen av landet, 140 km norr om huvudstaden Damaskus.
Trakten runt Nāḩiyat Khirbat Tīn Nūr består till största delen av jordbruksmark. Runt Nāḩiyat Khirbat Tīn Nūr är det glesbefolkat, med 14 invånare per kvadratkilometer.